# Hartavan
Hartavan là một đô thị thuộc tỉnh Aragatsotn, Armenia. Dân số ước tính năm 2011 là 1078 người.